# Anacleto Ortueta
Anacleto Ortueta Azcuenaga (Olabeaga, Abando [actualmente Bilbao], 26 de diciembre de 1877 - Bilbao, 7 de noviembre de 1959) fue un historiador y un político español de ideología nacionalista vasca.
Trabajó como facultativo de minas. Militó en la Juventud Vasca bilbaína, donde fue vocal de su junta directiva (1904). En 1908 entró en el Consejo regional del PNV, y diez años después fue nombrado diputado por Guernica y Luno en representación de ese partido. Fue neutral durante la división del partido entre el grupo Aberri y la Comunidad Nacionalista Vasca. Durante la dictadura de Primo de Rivera dirigió el diario Euzkadi. En 1930 firmó el Manifiesto de San Andrés, que se convertiría en el manifiesto fundacional de Acción Nacionalista Vasca, junto con otras personalidades, destacándose Luis Urrengoetxea, Justo Gárate y Tomás Bilbao. Posteriormente se centró en su labor historiográfica, residiendo largas temporadas en Cataluña. Durante la Guerra Civil fue jefe de la policía interior de las Milicias Vascas. Después de la guerra fue detenido por los Franquistas y juzgado, perdiendo todos sus bienes.

## Obras
Como historiador, se centró principalmente en el Reino de Navarra. Publicó las siguientes obras:
- Nabarra y la unidad política vasca (1931)
- Vasconia y el imperio de Toledo  (1935)
- Sancho el Mayor, rey de los vascos (1963)